# 氷川きよし・演歌名曲コレクション9〜哀愁の湖〜
『氷川きよし・演歌名曲コレクション9〜哀愁の湖〜』は、日本の演歌歌手氷川きよしのアルバムである。2008年12月10日発売。発売元はコロムビアミュージックエンタテインメント。

## 収録曲
1. 哀愁の湖　[5:08]
作詩: 仁井谷俊也
作曲: 水森英夫
編曲: 伊戸のりお
2. 霧笛　[3:51]
作詩: かず翼
作曲: 大谷明裕
編曲: 南郷達也
3. 夕顔の女　[4:13]
作詩: かず翼
作曲: 杜奏太朗
編曲: 伊戸のりお
4. 上海エトランゼ　[4:03]
作詩: かず翼
作曲: 桧原さとし
編曲: 石倉重信
5. 風来抄　[4:53]
作詩: 下地亜記子
作曲: 杜奏太朗
編曲: 石倉重信
6. 玄海船歌・大漁バージョン　[6:14]
作詩: 松井由利夫
作曲: 水森英夫
編曲: 伊戸のりお
7. 夕焼けとんび　[3:14]
作詩: 矢野亮
作曲: 吉田矢健治
編曲: 石倉重信
オリジナル歌唱: 三橋美智也
8. 涙の酒　[3:41]
作詩: 伊吹とおる
作曲: 小池青磁
編曲: 石倉重信
オリジナル歌唱: 大木伸夫
9. 月がとっても青いから　[2:52]
作詩: 清水みのる
作曲: 陸奥明
編曲: 石倉重信
オリジナル歌唱: 菅原都々子
10. ここに幸あり　[3:35]
作詩: 高橋掬太郎
作曲: 飯田三郎
編曲: 石倉重信
オリジナル歌唱: 大津美子
11. 青春サイクリング　[3:31]
作詩: 田中喜久子
作曲: 古賀政男
編曲: 石倉重信
オリジナル歌唱: 小坂一也
12. おさらば故郷さん　[3:51]
作詩: 西沢爽
作曲: 和田香苗
編曲: 南郷達也
オリジナル歌唱: 加賀城みゆき